# Manolo Yanes
Pour les articles homonymes, voir Yanes.
Manolo Yanes, né en 1957 à Santa Cruz de Tenerife aux Îles Canaries, est un peintre espagnol.

## Biographie
Manolo Yanes est né à Tenerife, aux Îles Canaries. Il a suivi des études de dessin et peinture à L'École des beaux-arts de Santa Cruz de Tenerife ainsi qu'une maîtrise en histoire de l'art à l'Université de La Laguna (Ténérife).
Il travaille entre la France et l'Espagne depuis le début des années 1980.

## Œuvre

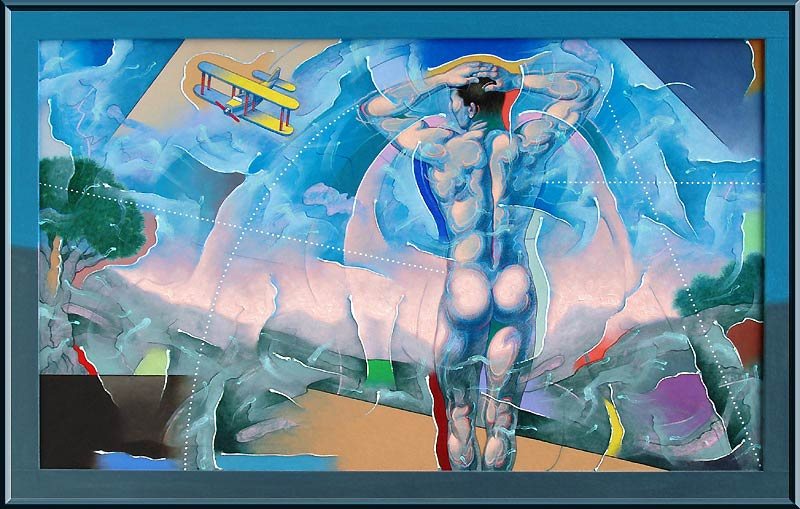
Icarus, from Pothos series, by Manolo Yanes, 2007-2008

L'œuvre de Manolo Yanes est fortement teinté de symbolisme, surréalisme et mythologie.

« Il n’est pas aisé de résumer en quelques phrases la démarche d’un artiste, elle est complexe et beaucoup trop de facteurs rentrent en jeu. Il n’y a pas toujours un axe central autour duquel on puisse résumer un parcours artistique mais malgré le danger d’une telle simplification je prendrai le risque d’articuler ma démarche autour du concept de « synthèse » : dépassement de la contradiction, rassemblement en un tout homogène de divers éléments de la connaissance.
J’aime le dessin et j’aime la peinture et pendant de longues années ma bataille aura été assez centrée dans l’assemblage de ces deux formes d’expression plastique, la première plus intellectuelle, la deuxième plus sensorielle. Je me passionne pour la composition de l’œuvre, par sa géométrie rationnelle mais aussi bien par l’émotivité de la couleur, la sensualité de la matière. J’aime que l’art parle au-delà des apparences, le symbole, l’idée, le sens, la poésie, le rêve (“la peinture est une chose mentale” disait Léonard de Vinci) mais également la rigueur purement plastique, le langage spécifique de la peinture: le fond et la forme sont indissociables. J’aime l’art figuratif et ses composantes conceptuelles ou narratives mais toute peinture (même figurative) est également abstraite. J’aime l’Histoire de l’Art, source inépuisable d’inspiration et de réflexion, mais il n’y a pas pour moi une barrière qui la sépare des avant-gardes historiques pour marquer une frontière totalement artificielle entre tradition et modernité. Je pioche aussi bien dans ma vie personnelle qui donne une couleur particulière à chaque étape de mon parcours créatif et bien entendu dans le monde dans lequel nous vivons, il est impossible d’être d’un autre temps malgré quelquefois certaines apparences. J’aime le métier et sa connaissance, le travail acharné et rigoureux, le côté artisanal de la création dans un monde de plus en plus « Fast Food ». La création continue d’avoir pour moi une dimension sacrée ou métaphysique comme par le passé malgré le désolant mercantilisme qui nous entoure.
Le parcours du créateur cumule petit à petit les expériences de l’individu dans le monde qui l’entoure. Nous grandissons, nous apprenons des choses, nous piochons à droite et à gauche et le but du créateur est celui d’arriver tôt ou tard à la synthèse personnelle qui lui permettra d’atteindre de la meilleure manière possible  ce qui constitue pour moi le rêve ultime d’un parcours d’artiste: réussir à exprimer une vision personnelle du monde. »